# ケース・バケルス
ケース・バケルス（Kees Bakels, 1945年1月17日 - ）は、オランダ出身の指揮者。

## 人物・来歴
アムステルダムの生まれ。元々はヴァイオリニストでハールレム室内楽団のコンサートマスターだったが、アムステルダム音楽院でベルナルト・ハイティンク、キジアーナ音楽院でフランコ・フェラーラとブルーノ・リガッチの各氏に指揮法を学んだ。アムステルダム・フィルハーモニー管弦楽団とネーデルランド室内管弦楽団の補助指揮者としてキャリアを始め、1991年から1996年までオランダ放送交響楽団の首席指揮者を務めた。ボーンマス交響楽団の首席客演指揮者を10年務めるなど国内外で活躍の場を広げ、1997年のマレーシア・フィルハーモニー管弦楽団の創立に関わり、2005年までそのオーケストラの首席指揮者を歴任した。1996年には来日して東京都交響楽団に客演している。
一部日本のメディアにて「キース・ベイクルス」と表記されることがあるが、これは英語式の母音発音に基づいたものでオランダ語とは異なる。（フランダース交響楽団のインタビュー映像では本人が母国語で自己紹介している。）